# Francis Walker
Francis Walker (n. 31 iulie 1809 în Southgate, Anglia – d. 5 octombrie 1874 în Wanstead, Anglia) a fost un entomolog englez. El a unul dintre cei mai prolifici autori din entomologie, și a creat controverse spre sfârșitul vieții sale deoarece numele publicate de el erau de fapt sinonime biologice în plus.

## Biografie
Walker a fost recrutat de către British Museum din iunie 1848 și până la sfârșitul anului 1873 să catalogheze insectele muzeului (cu excepția coleopterelor). El s-a născut în Southgate, Londra, Anglia pe 31 iulie 1809 și a murit în Wanstead pe 5 octombrie 1874. Walker a adăugat un număr imens de materiale la colecția British Museum și a scris peste 300 de lucrări și note științifice. Este cunoscut pentru cataloagele despre ordinele Orthoptera, Neuroptera, Homoptera, Diptera, Lepidoptera și Hymenoptera. Colaborând cu Alexander Henry Haliday, un bun prieten, el a fost unul dintre primii cercetători ai superfamiliei Chalcidoidea.